# Loro Sae

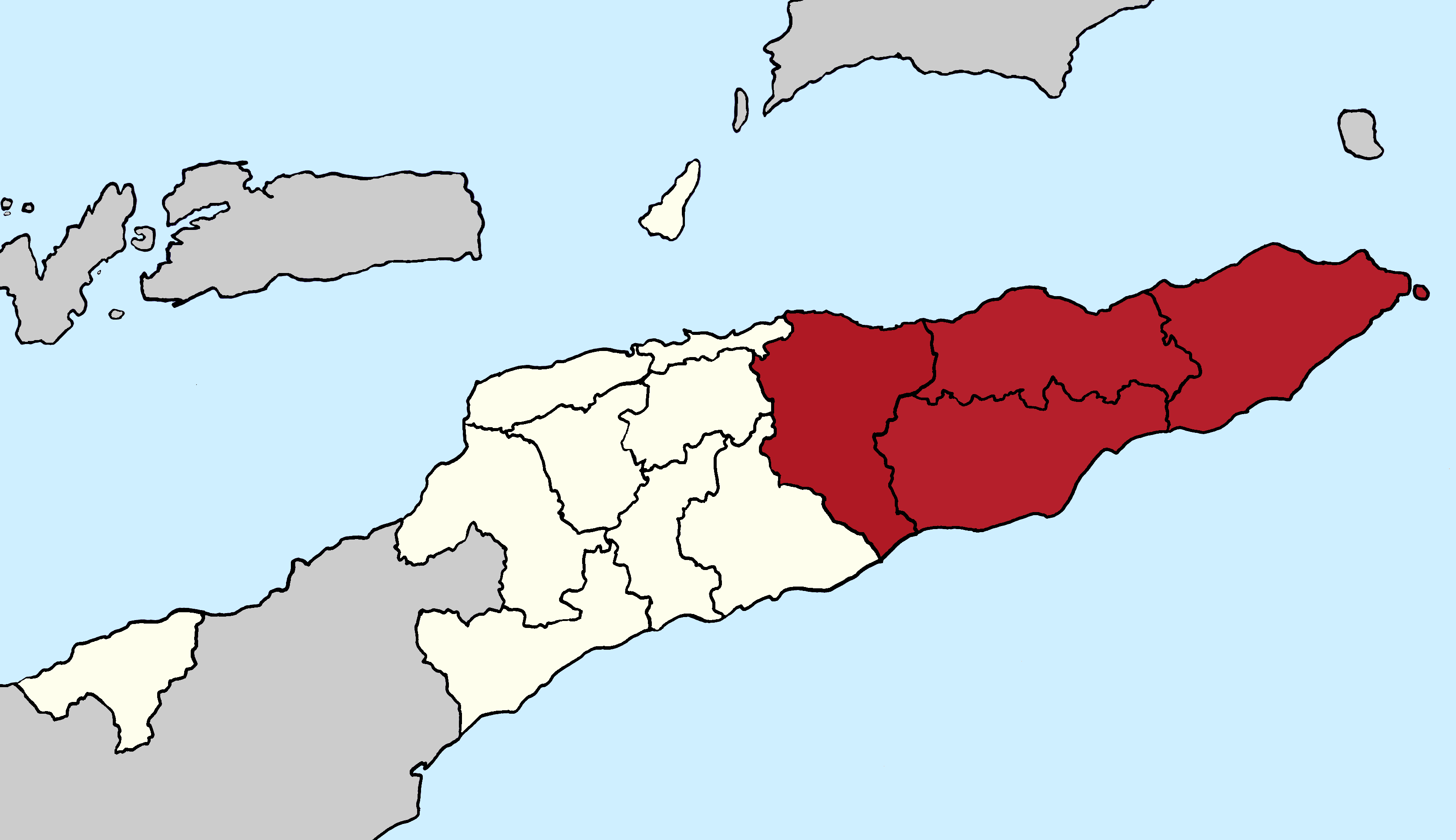
Die kulturellen Regionen Osttimors:
Loro Sae
Loro Munu

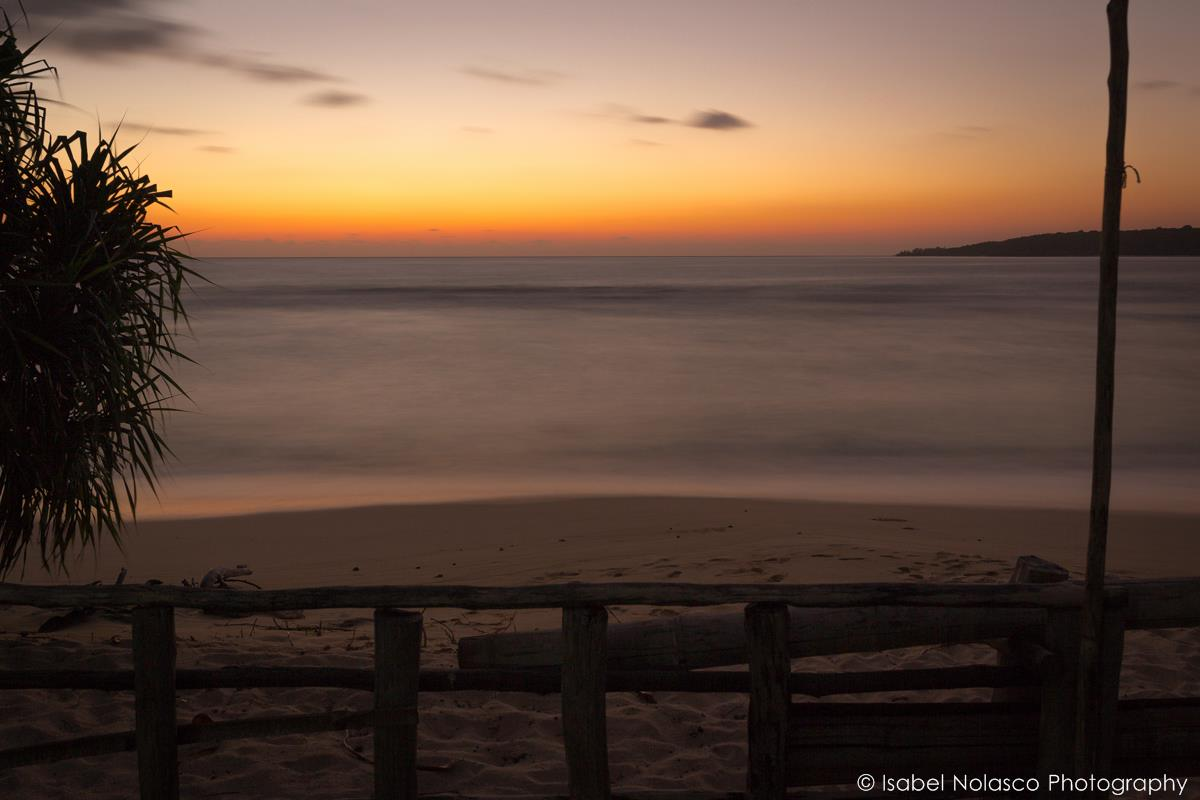
Sonnenaufgang am Valu Beach, an der Ostspitze Timors

Mit Loro Sae wird der östliche Landesteil des südostasiatischen Inselstaates Osttimor bezeichnet. Der offizielle Landesname in der Amtssprache Tetum Timór Loro Sa’e (Loro Sa’e bedeutet ‚aufgehende Sonne‘, ‚Osten‘). Die Bewohner Loro Saes werden unabhängig ihrer sonstigen ethnischen Zugehörigkeit Firaku genannt. Im Gegensatz dazu werden der westliche Landesteil Loro Munu und dessen Bewohner Kaladi genannt. Die Landeshauptstadt Dili ist, als Schmelztiegel der verschiedenen Ethnien und Gruppen des Landes, Schauplatz von regelmäßigen Straßenkämpfen zwischen Banden aus dem Osten und dem Westen.
Die Bezeichnung Firaku leitet sich vermutlich vom portugiesischen vira o cu (‚jemanden dem Rücken zuwenden‘) ab, was wohl auf den angeblichen Hang der östlichen Timoresen zur Rebellion und ihre angebliche Sturheit und Temperament verweist. Eine andere Theorie vermutet als Ursprung ein Wort aus dem Makasae: fi raku bedeutet wir Kameraden. Erstmals wurde die Bezeichnung in der Mitte des 19. Jahrhunderts verwendet. Der Osten besteht aus den Gemeinden Lautém, Baucau, Viqueque und Manatuto. Manchmal wird Manatuto auch Loro Munu zugerechnet. Die Firaku sehen sich als diejenigen, die durch ihren langen Widerstand die indonesische Besatzungsmacht besiegt haben. Zu den Firaku gehören wichtige osttimoresische Persönlichkeiten aus dem Militär und der ehemalige Präsident Xanana Gusmão.
Die Unruhen von 2006 haben, trotz der starken Nationalbewegung aus der das Land entstand, die Teilung des Landes in den Ost- und Westteil wieder hervortreten lassen, die schon vor der Kolonialzeit bestand und einen deutlichen Einfluss auf das alltägliche Leben in Osttimor hat. Der Osten der Insel Timor bildete vor der Kolonialisierung durch Portugal einen lockeren Verband, der von Likusaen (heute: Liquiçá) oder Luca beherrscht wurde. Bindungen zum Reich von Wehale, dass das Zentrum der Insel dominierte existierten trotzdem. Unter anderem wird von Tributpflicht der östlichen Gebiete berichtet. Später wurden die Teile Wehales, die bei der Teilung der Insel mit den Niederlanden an Portugal fielen, mit den östlichen Provinzen zur Kolonie Portugiesisch-Timor vereinigt.
Kam es auch immer wieder zu internen Streitigkeiten, so waren es doch zumeist nur kurze Stammeskriege, anstatt langwieriger Konflikte. Die Trennung in Ost und West war eher von untergeordneter Bedeutung und wurde zumeist durch politische Interessen überdeckt. Im Bürgerkrieg von 1975 zum Beispiel, ging die Front zwischen FRETILIN und UDT quer durch die Regionen und Volksgruppen. Doch bereits 1975 warnte der FRETILIN-Politiker Mau Lear in seiner Abhandlung „Die Etablierung neuer Beziehungen in Osttimor“ vor den Spannungen zwischen den beiden Landesteilen Osttimors. Nach der Befreiung von der indonesischen Besatzung entwickelte sich aus der schwachen Teilung eine klare Trennlinie. Die Firaku beanspruchen für sich, den größeren Teil des Widerstands gegen die Indonesier geleistet zu haben.
Dem Westen werfen die Firaku vor mit den Indonesiern sympathisiert zu haben. Viele der Polizisten, die die Indonesier rekrutiert haben, waren Kaladi. Die UN und das unabhängige Osttimor hat die meisten dieser Polizisten in ihren Dienst übernommen. Der schwelende Konflikt zwischen Polizei und Militär resultiert daraus.

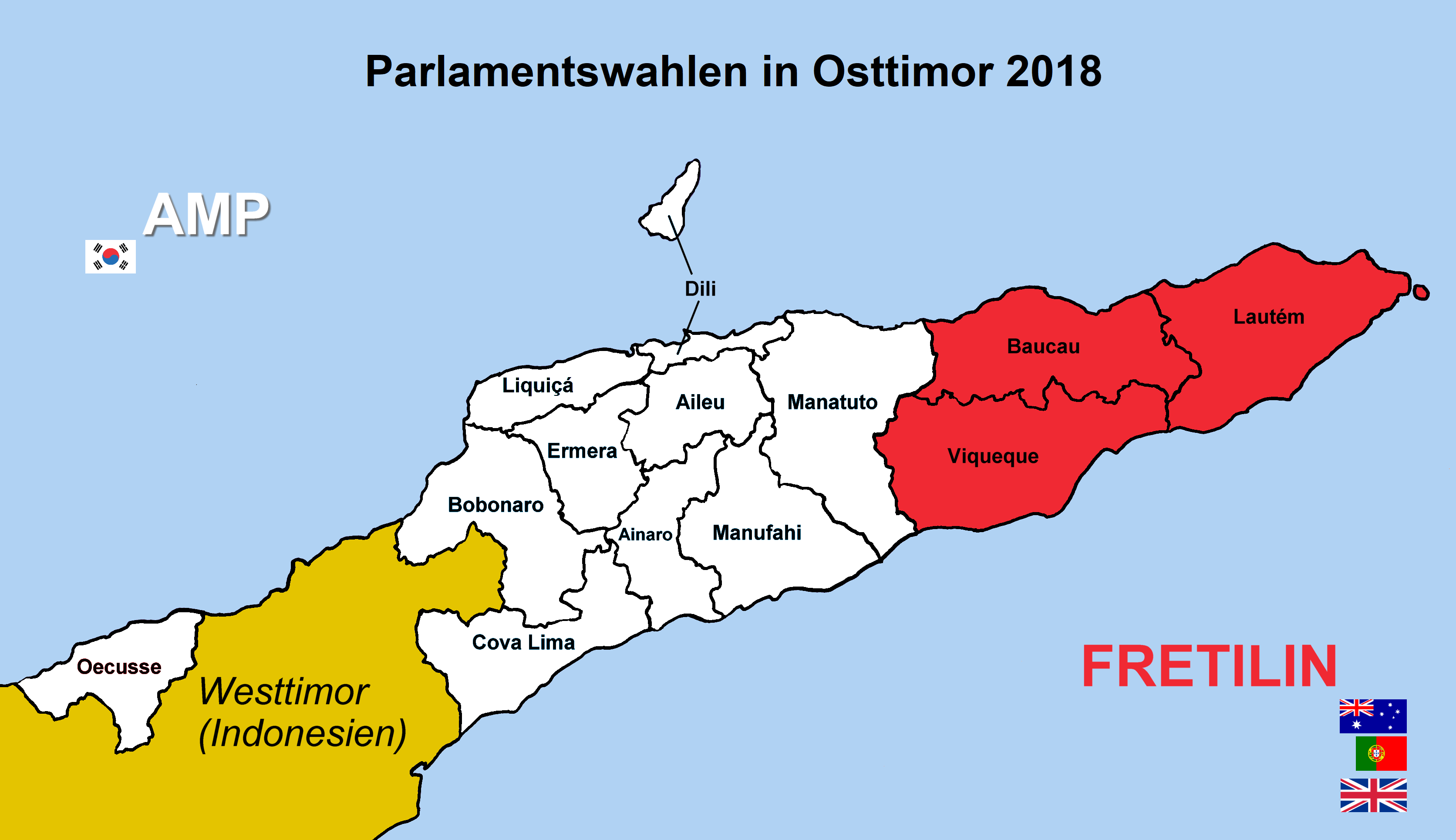
Die stärksten Parteien in den einzelnen Gemeinden bei den Parlamentswahlen 2018

Heute bemerkt man auch eine politische Teilung des Landes. Im Osten dominiert immer noch die linksgerichtete alte Unabhängigkeitspartei FRETILIN, während im Westen die Regierungspartei Congresso Nacional da Reconstrução Timorense in Führung liegt.